# 日本二钱硬币
二钱硬币（日语：二銭硬貨），或称二钱铜币（日语：二銭銅貨），是日本明治年间发行的一种辅助货币，材质为铜，面额为“二钱”，每五十枚价值一日元。

## 基本信息
| 版别      | 图案 | 发行年代       | 直径     | 重量    | 材质              | 正面描述                     | 背面描述                       | 来源        |
| --------- | ---- | -------------- | -------- | ------- | ----------------- | ---------------------------- | ------------------------------ | ----------- |
| 龙2钱铜币 |      | 1873年－1884年 | 31.818mm | 14.256g | 铜98%、锡1%、锌1% | 龙、国号、年号纪年、英文面额 | 面额、菊花紋章、兑换说明、蔓草 | [ 4 ] [ 1 ] |

## 历史
明治四年（1871年），日本颁布《新货条例》，决定发行欧洲通行样式的硬币。根据《新货条例》，铜币为辅助货币，制作最早的是一厘、半钱和一钱铜币，但并不包括二钱铜币。尽管三种铜币在明治六年（1873年）已经开始发行，但当时优先发行的是银元，铜币主要为试行。明治七年（1874年），前一年的三种铜币在币面设计和尺寸上有一定的变化，并追加发行了二钱铜币，但钱文中的年号仍为“明治六年”。明治十一年（1878年）、十二年（1879年）发行的二钱铜币年铭为“明治十年”。明治十七年（1884年），日本停止二钱铜币制造，而到明治二十一年（1888年）不再发行。由于该币尺寸过大，使用不便，且面额太小不适合用白银制造，因此之后再未发行二钱硬币。
与其他带有龙图的硬币一样，曾在1893年芝加哥世博会上展出带有“明治二十五年”钱文的试铸币。
1953年，日本政府颁布《小额通货整理法》，面额低于一日元的货币被废止，二钱硬币与其他小额货币皆退出流通。

## 版别与铸造量

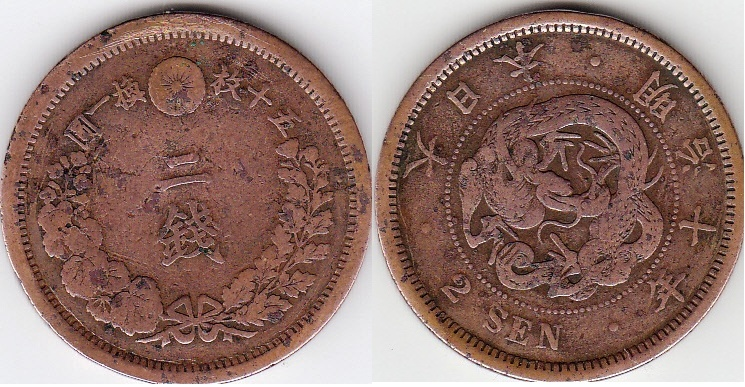
明治十年波鳞版二钱硬币

二钱铜币正式始铸于明治七年（1874年），但最初的年号纪年为“明治六年”。该币的材质为纯铜（含铜98%），图案钱文与半钱铜币、龙一钱铜币的相似，重量是一钱铜币的两倍。正面以珠点圆环分为内外两层，内层为龙的图案，龙头朝右，闭口为吽形，外圈文字全部朝向钱币中心，上半圈顺时针为“大日本·明治○○年”（○○为纪年汉字），下半圈逆时针为“2 SEN”；背面中央为面额“二錢”，正上方为菊花紋章，菊花两侧各3字，合为“五十枚換一圓”，面額下方為蔓草图案，左邊圖案為桐的枝葉及花，右邊圖案為菊花的枝葉及花。与半钱铜币及龙一钱铜币一样，二钱铜币龙图中鳞片的样式在明治十年前后发生变化，由旧版的角鳞型变为新版的波鳞型。
| 年号纪年     | 公元纪年 | 铸造量     | 币面年份   | 龙图鳞片 | 数据来源 |
| ------------ | -------- | ---------- | ---------- | -------- | -------- |
| 明治七年     | 1874年   | 3,949,758  | 明治六年   | 角鳞     | [ 6 ]    |
| 明治八年     | 1875年   | 22,835,255 | 明治八年   | 角鳞     | [ 6 ]    |
| 明治九年     | 1876年   | 25,817,570 | 明治九年   | 角鳞     | [ 6 ]    |
| 明治十年     | 1877年   | 33,097,868 | 明治十年   | 角鳞     | [ 7 ]    |
| 明治十一年   | 1878年   | 33,097,868 | 明治十年   | 波鳞     | :148-150 |
| 明治十二年   | 1879年   | 17,639,979 | 明治十年   | 波鳞     | :148-150 |
| 明治十三年   | 1880年   | 33,142,307 | 明治十三年 | 波鳞     | [ 10 ]   |
| 明治十四年   | 1881年   | 38,475,569 | 明治十四年 | 波鳞     | [ 10 ]   |
| 明治十五年   | 1882年   | 43,572,187 | 明治十五年 | 波鳞     | [ 10 ]   |
| 明治十六年   | 1883年   | 19,476,164 | 明治十六年 | 波鳞     | [ 10 ]   |
| 明治十七年   | 1884年   | 12,090,586 | 明治十七年 | 波鳞     | [ 10 ]   |
| 明治二十五年 | 1892年   | 未发行     |            |          | [ 10 ]   |

## 备注
1. ↑  带有国号的龙图一面发行时称背面，明治八年之后称正面[1]，本条目中统一以带有国号的一面为正面